# 藤川芳朗
藤川 芳朗（ふじかわ よしろう、1944年1月18日 - ）は、日本のドイツ文学者、翻訳家。横浜市立大学名誉教授。

## 略歴
愛知県生まれ。旧・東京都立大学大学院修了。
東京水産大学助教授を経て、横浜市立大学教授。2009年定年退任、名誉教授。

## 翻訳
- 『迷宮と神話』（カール・ケレーニイ、種村季弘共訳、弘文堂） 1973、のち新版 1996
- 『ヴァルター・ベンヤミン著作集 11』（ヴァルター・ベンヤミン、丘沢静也, 柴田翔共訳、晶文社） 1975
- 『決闘・歩いている三人の会話』（ペーター・ヴァイス、飯吉光夫共訳、白水社） 1976
- 『幸福の哲学』（ルートヴィヒ・マルクーゼ、白水社） 1977
- 『ヤーコプ・フォン・グンテン』（ロベルト・ヴァルザー、集英社、世界文学全集） 1979
- 『モスクワの冬』（ヴァルター・ベンヤミン、晶文社） 1982
- 『犬物語』（編訳、白水社） 1992
- 『氷上旅日記 ミュンヘン、パリを歩いて』（ヴェルナー・ヘルツォーク、白水社） 1993、のち新版 2022
- 『エリーザベト・ニーチェ - ニーチェをナチに売り渡した女』（ベン・マッキンタイアー、白水社） 1994
- 『カントへの旅 その哲学とケーニヒスベルクの現在』（ノルベルト・ヴァイス、同学社） 1997
- 『ドラゴミラ 魂を漁る女』（ザッハー＝マゾッホ、同学社） 1998、のち改題『魂を漁る女』（中公文庫） 2005
- 『グリムが案内するケルトの妖精たちの世界』（トマス・クロフトン・クローカー、草思社） 2001
- 『マリー・アントワネットとマリア・テレジア 秘密の往復書簡』（岩波書店） 2002
- 『評伝ヘルマン・ヘッセ 危機の巡礼者』（ラルフ・フリードマン、草思社） 2004
- 『聖母』（レオポルト・フォン・ザッハー＝マゾッホ、中央公論新社） 2005
- 『盗賊の社会史』（ウーヴェ・ダンカー、法政大学出版局） 2005
- 『自動車と私 カール・ベンツ自伝』（草思社） 2005、のち草思社文庫 2013
- 『訴えられた遊女ネアイラ 古代ギリシャのスキャンダラスな裁判騒動』（デブラ・ハメル、草思社） 2006
- 『父フロイトとその時代』（マルティン・フロイト、白水社） 2007
- 『鉄腕ゲッツ行状記 ある盗賊騎士の回想録』（ゲッツ・フォン・ベルリヒンゲン、白水社） 2008
- 『箱型(ボックス)カメラ』（ギュンター・グラス、集英社） 2009
- 『エーリヒ・ケストナー 謎を秘めた啓蒙家の生涯』（スヴェン・ハヌシェク、白水社） 2010
- 『ピアフのためにシャンソンを 作曲家グランツベルクの生涯』（アストリート・フライアイゼン、中央公論新社） 2012
- 『ケプラーとガリレイ　書簡が明かす天才たちの素顔』（トーマス・デ・パドヴァ、白水社） 2013
- 『喜望峰が拓いた世界史 ポルトガルから始まったアジア戦略』（ペーター・フェルトバウアー、中央公論新社） 2016
- 『イタリアの鼻 ルネサンスを拓いた傭兵隊長フェデリーコ・ダ・モンテフェルトロ』（ベルント・レック, アンドレアス・テンネスマン、中央公論新社） 2017
- 『パウラ・モーダーゾーン＝ベッカー 初めて裸体の自画像を描いた女性画家』（バルバラ・ボイス、みすず書房） 2020